# PietCast
Der PietCast ist ein wöchentlich erscheinender Podcast von PietSmiet, der sich vor allem mit Videospielen befasst. Die erste Ausgabe wurde am 2. März 2015 veröffentlicht, seitdem erschien der Podcast wöchentlich. Am 22. Dezember 2017 wurde der Podcast vorläufig eingestellt. Seit dem 28. September 2018 erscheint er wieder regelmäßig auf pietsmiet.de, iTunes und Spotify.

## Hintergrund
Der Name „PietCast“ setzt sich aus den Worten „PietSmiet“ und „Podcast“ zusammen. Am 18. Februar 2015 wurde der Podcast durch Peter Smits, Gründer von PietSmiet, in einem knapp dreiminütigen Audiobeitrag angekündigt. Als Motivation dafür nannte Smits, dass er mit Christian Stachelhaus, ebenfalls Mitglied von PietSmiet, von ihren Erlebnissen auf der GEEK, einer Messe für Videospiele, erzählen wollte. Vom 20. bis 22. Februar 2015 wurden die Ausgaben von der GEEK-Messe veröffentlicht. Am 25. Februar 2015 wurde angekündigt, dass der PietCast wöchentlich erscheinen wird. Am 22. Dezember 2017 gab Peter Smits bekannt, dass er den PietCast nicht weiterführen wolle, ließ den anderen Mitgliedern von PietSmiet aber die Möglichkeit, ihn fortzuführen.
Am 28. September 2018 hat der Mitarbeiter Mikkel Robrahn den Pietcast wieder reaktiviert, mit ihm als neuen Moderator. Nachdem Robrahn das Unternehmen im Juni 2021 verlassen hatte, wurde der PietCast erneut von den Mitgliedern des Aufnahmeteams übernommen. Aktuell (Stand: Dezember 2021) treten alle fünf Mitglieder im Podcast in Erscheinung, sowie fallweise Gäste.
Der PietCast wurde auf dem YouTube-Kanal PietSmietTV, später PietSmiet, bei iTunes und auf der Website als RSS-Feed veröffentlicht.

## Themen und Konzept

### Konzept
Zu Beginn eines jeden PietCasts sprach PietSmiet in der Regel darüber, was sie in der vorherigen Woche erlebt und welche Videospiele sie in dieser Zeit gespielt haben. Daraufhin fand eine Diskussion über verschiedene Nachrichten und neue Computerspiele statt. Im dritten Teil gingen die Moderatoren auf Fragen und Themenvorschläge der Zuhörer ein, die sie via E-Mail einreichen konnten. Des Weiteren wurde am Ende des Podcasts oftmals ein Quiz über verschiedene Dialekte der deutschen Sprache, welches ebenfalls von den Zuhörer via E-Mail eingereicht wurde, gespielt.
Ab dem Pietcast #145 (Der PietCast ist zurück) war Mikkel der neue Host. Eine Aufteilung wie bisher gab es dabei nicht mehr. Mit dem erneuten Wechsel 2021 kehrte man zum ursprünglichen Konzept zurück, im Podcast über tagesaktuelle Themen zu diskutieren.
Gelegentlich gab es Episoden, in denen befreundete Persönlichkeiten aus der Videospielbranche zu Gast waren, darunter Simon Krätschmer, Andre Peschke, Boris Lehfeld und HandOfBlood. Im Pietcast 286 zum Pride Month war der Moderator DieserDopo zu Gast, im Pietcast 290 die Dragqueen Barbie Breakout.

### Werbung
Peter Smits und Dennis Brammen nahmen im Vorfeld mehrere Audio-Clips auf, welche meist für eigene Produkte worben. Zudem dankte die moderierende Person, meist Smits, zu Beginn des PietCasts, bis einschließlich Folge 121 Nitrado, die die Server für den Podcast bereitstellten. Später wurden Folgen auch von anderen Werbepartnern präsentiert.

### Tourpodcast
Nachdem bereits das Ende des PietCasts verkündet wurde, brachte PietSmiet zu jedem Auftritt der „Wir lieben diesen Zirkus-Tour 2018“ einen Podcast heraus, in dem sie ihre Erlebnisse von der Tour schilderten.

## Auszeichnungen
| Jahr | Auszeichnung                                        | Nominierung          | Für      | Resultat |
| ---- | --------------------------------------------------- | -------------------- | -------- | -------- |
| 2015 | iTunes-Highlights des Jahres – Bester neuer Podcast | Bester neuer Podcast | PietCast | Gewonnen |

## Peter heißt Podcast
Am 21. September 2015 veröffentlichten die nicht als Moderatoren im PietCast fungierenden Mitarbeiter von PietSmiet, Dominik N., der Verwalter des YouTube-Kanals Frag PietSmiet, Andreas L. (LeFauko), Betreiber des Kanals Best of PietSmiet, und Mikkel Robrahn, Chefredakteur von pietsmiet.de, die erste Folge ihres eigenen Podcasts namens Peter heißt Podcast. Der Name setzt sich aus einer Aussage von Peter Smits („Peter heißt Fels“) und dem Wort „Podcast“ zusammen. Die Sendung erschien alle zwei Wochen auf pietsmiet.de. Während des Podcasts sprachen die drei jungen Männer über aktuelle Themen und ihren Medienkonsum.